# Caro amore/Spiritual
Caro amore/Spiritual è il 13º singolo discografico del cantante italiano Fabrizio De André, pubblicato nel 1967 dalla Bluebell Records.
Entrambi i brani vennero poi inclusi nell'album Vol. 1º.
È il primo 45 giri in cui il nome di Fabrizio De André compare in copertina per intero. 

## Tracce
Testi e musiche di Fabrizio De André.
1. Caro amore – 3:57 (musica: dall'Adagio del Concerto d'Aranjuez di Rodrigo)
2. Spiritual – 2:34 (musica: De André, Reverberi)